# هانا هولیشووا
هانا هولیشووا (چکی: Hana Holišová؛ زادهٔ ۶ اوت ۱۹۸۰) بازیگر اهل جمهوری چک است.
از فیلم‌ها یا مجموعه‌های تلویزیونی که وی در آن‌ها نقش داشته‌است، می‌توان به «رابطهٔ بسیار شکننده» (۲۰۰۹–۲۰۰۷) اشاره نمود.